# Euglypta lumawigi
Euglypta lumawigi är en skalbaggsart som beskrevs av Arnaud 1990. Euglypta lumawigi ingår i släktet Euglypta och familjen Cetoniidae. Inga underarter finns listade i Catalogue of Life.